# Viaggio a Betlemme
Viaggio a Betlemme (Journey to Bethlehem) è un film del 2023 diretto da Adam Anders. Sceneggiato da Anders e Peter Barsocchini, il lungometraggio racconta la Natività in chiave musical con Milo Manheim e Fiona Palomo nei ruoli di Giuseppe e Maria, e Antonio Banderas in quello di Erode.

## Trama
Una giovane donna che porta con sé una responsabilità inimmaginabile. Un giovane uomo diviso tra amore e onore. Un re geloso che non si fermerà davanti a nulla per mantenere la sua corona. Questa celebrazione musicale natalizia dal vivo per tutta la famiglia, intreccia le classiche melodie natalizie con nuove canzoni pop in una rivisitazione infusa di musica della storia senza tempo di Maria e Giuseppe e della nascita di Gesù.

## Produzione
Il film e il cast sono stati annunciati nel marzo 2023, tra cui Fiona Palomo nel ruolo di Maria, Milo Manheim nel ruolo di Giuseppe e Antonio Banderas nel ruolo di Erode il Grande. I luoghi delle riprese hanno incluso il Castillo de Santa Bárbara ad Alicante.

## Colonna sonora
La seguente colonna sonora è stata pubblicata il 3 novembre 2023. La versione deluxe contenente lo score originale è stata pubblicata il 24 novembre 2023. L'album della colonna sonora con musica strumentale è stato pubblicato un anno dopo, il 29 novembre 2024.

### Tracce
1. O Come, O Come, Emmanuel – 0:18
2. Journey to Bethehem – 1:47
3. Mary's Getting Married – 3:34
4. Good to be King – 2:57
5. Can We Make This Work – 2:46
6. Mother To A Savior and King – 3:54
7. The Ultimate Deception – 2:55
8. Three Wise Guys – 2:34
9. We Become We – 2:08
10. In My Blood – 2:54
11. The Nativity Song – 4:04
12. Brand New Life – 3:27

## Distribuzione
Viaggio a Betlemme è stato distribuito nelle sale statunitensi il 10 novembre 2023 da Sony Pictures e Affirm Films, ed è uscito globalmente sulle piattaforme digitali dall'8 dicembre 2023.

### Edizione italiana
Il doppiaggio italiano è stato eseguito dalla CDR su direzione e dialoghi di Cristina Boraschi.

## Accoglienza

### Incassi
Negli Stati Uniti e in Canada, Viaggio a Betlemme è uscito insieme a The Marvels, e si prevedeva che avrebbe incassato 1-3 milioni di dollari da 1.823 sale nel weekend di apertura. Il film ha incassato 1 milione di dollari il primo giorno, inclusi 250.000 dollari dalle anteprime del giovedì sera. Ha debuttato con 2,4 milioni di dollari, finendo al settimo posto.

### Critica
Su Rotten Tomatoes, ha un gradimento del 75% della critica, sulla base di 24 recensioni con una valutazione media di 6,3/10. Il consenso generale recita: "Viaggio a Betlemme aggiunge un'entrata solidamente tradizionale e sorprendentemente divertente - anche se a volte sdolcinata - alla lunga lista di film sulla Natività". Il pubblico intervistato da CinemaScore ha dato al film un voto medio di "A–" su una scala da A+ a F, mentre quello intervistato da PostTrak gli ha dato un punteggio positivo dell'81%. Nel 2024, gli è stato assegnato l'Epiphany Prize® for Inspiring Movies da Movieguide ai Movieguide Awards.